# (612619) 2003 SN317
2003 SN317, também escrito como 2003 SN317, é um objeto transnetuniano que está localizado no Cinturão de Kuiper, uma região do Sistema Solar. Este corpo celeste é classificado como um cubewano. Ele possui uma magnitude absoluta de 6,5 e tem um diâmetro estimado com 221 km.

## Descoberta
2003 SN317 foi descoberto no dia 25 de setembro de 2003.

## Órbita
A órbita de 2003 SN317 tem uma excentricidade de 0,040 e possui um semieixo maior de 42,359 UA. O seu periélio leva o mesmo a uma distância de 40,663 UA em relação ao Sol e seu afélio a 44,055 UA.